# Северобайкальск
Северобайка́льск (бур. Хойто Байгалай хото) — город в России, в Республике Бурятия.
Город республиканского значения (с 1980 года), образует городской округ город Северобайкальск как единственный населённый пункт в его составе. Население — 24 375 чел. (2025).
Является крупнейшим населённым пунктом, расположенным на берегу Байкала.

## Этимология
Возник в 1970-х годах как рабочий посёлок Северобайкальск по расположению на северной оконечности Байкала. С 1980 года — город с тем же названием.

## География
Расположен на северном берегу Байкала, в 440 км от Улан-Удэ и в 500 км от Иркутска (по прямой), на левобережье устья реки Тыи, на Байкало-Амурской магистрали, в 24 км к юго-западу от центра Северо-Байкальского района — посёлка Нижнеангарска. В городе — крупная станция Северобайкальск Восточно-Сибирской железной дороги.
| С-З | Сургут ~ 3040 км Новый Уренгой ~ 3726 км                                | Мирный ~ 1361 км Удачный ~ 1854 км | Вилюйск ~ 1898 км Якутск ~ 2410 км                                                              | С-В |
| З   | Усть-Кут ~ 349 км Братск ~ 698 км Красноярск ~ 1370 км Москва ~ 5455 км | Роза ветров                        | Нерюнгри ~ 3192 км Магадан ~ 4273 км                                                            | В   |
| Ю-З | Иркутск ~ 809 км Кызыл ~ 2058 км                                        | Улан-Удэ ~ 1258 км Чита ~ 1903 км  | Благовещенск ~ 3454 км Комсомольск-на-Амуре ~ 4411 км Хабаровск ~ 4015 км Владивосток ~ 4777 км | Ю-В |

Климат

Северобайкальск находится на одной параллели с Москвой (55° 37’ с. ш.). Климат резко континентальный, однако благодаря близости Байкала гораздо более мягкий, нежели на удалении. Характеризуется преобладанием солнечной маловетренной погоды и низкой относительной влажности воздуха. Район Байкала в Республике Бурятия отличается большой суммарной продолжительностью солнечного сияния, она доходит до 2524 часов, что больше, чем на черноморских курортах, и является вторым из самых высоких для субъектов России, выше только в Забайкальском крае (на юге до 2797 часов). В году без солнца не более 37 дней, преимущественно в летнее время и в начале осени. Средняя температура зимой −20…-25 °С, летом +20…+25 °С. Зимой столбик термометра может опускаться до −42 °С, но бывает такое довольно редко и продолжается недолго, к тому же отсутствие ветра, яркое солнце и сухость воздуха позволяет легко переносить холод при соответствующей одежде, в отличие от влажного климата европейской части России, где мороз ощущается намного сильнее. Переходные сезоны короткие и быстротечные. Летом может устанавливаться жара до +32 °С, но она смягчается свежим бризом с Байкала. Среднее атмосферное давление на уровне 720 мм рт. ст.
| Показатель                     | Янв. | Фев. | Март | Апр. | Май | Июнь | Июль | Авг. | Сен. | Окт. | Нояб. | Дек. | Год |
| ------------------------------ | ---- | ---- | ---- | ---- | --- | ---- | ---- | ---- | ---- | ---- | ----- | ---- | --- |
| Средний суточный максимум, °C  | −18  | −16  | −8   | 2    | 10  | 17   | 21   | 19   | 12   | 3    | −8    | −14  | 2   |
| Средний суточный минимум, °C   | −27  | −27  | −21  | −8   | 0   | 5    | 10   | 10   | 3    | −3   | −15   | −22  | −8  |
| Температура воды, °C           | 1    | 1    | 1    | 2    | 6   | 13   | 18   | 17   | 15   | 9    | 2     | 1    | 7   |
| Источник: Туристический портал |      |      |      |      |     |      |      |      |      |      |       |      |     |

Часовой пояс
Северобайкальск, как и вся Бурятия, а также Иркутская область, находится в часовой зоне, обозначаемой по международному стандарту как Irkutsk Time Zone (IRKT). Смещение относительно Всемирного координированного времени UTC составляет +8:00. Относительно московского времени часовой пояс имеет постоянное смещение +5 часов и обозначается в России как: MSK+5.

## История
История Северобайкальска тесно связана с Байкало-Амурской магистралью — город основан как одна из основных точек железнодорожного проекта. Было принято решение построить новый город в 20 км к юго-западу от Нижнеангарска, что позволило развивать его в будущем. Первоначально рассчитывали увеличить население до 140 000 человек.
Первые поселенцы-комсомольцы прибыли 23 июля 1974 года и основали трудовой лагерь, первоначально состоявший из палаток и железнодорожных вагонов. Лагерь быстро вырос в связи со строительством железной дороги и 29 сентября 1975 года образован рабочий посёлок Северобайкальск.
В 1978 году в посёлке был построен первый капитальный дом (ныне — Ленинградский пр., 4), о чём свидетельствует мемориальная доска. Серия 122 была спроектирована институтом «ЛенЗНИИЭП» (Ленинградский зональный научно-исследовательский и проектный институт типового и экспериментального проектирования жилых и общественных зданий Государственного Комитета по архитектуре и градостроительству при Госстрое СССР, ныне «СПбЗНИиПИ» Санкт-Петербургский зональный научно-исследовательский и проектный институт жилищно-гражданских зданий) специально для Северобайкальска. В связи с исключительно сложными условиями района строительства (сейсмичность 9 баллов и вечномёрзлые грунты основания, протаивающие в процессе эксплуатации) здания серии отличаются ломаной формой фасада, обеспечивающей повышенную сейсмоустойчивость. Два дома образуют несомкнутое кольцо, внутри которого находится двор, защищённый от сквозного продувания ветрами. Необычным внешним видом пятиэтажки производят определённое впечатление на гостей города.
5 ноября 1980 года рабочий посёлок Северобайкальск преобразован в город республиканского (АССР) подчинения. До завершения строительства железной дороги оставался партнёром Ленинграда.
18 февраля 1981 года в административное подчинение Северобайкальскому горсовету был передан Гоуджекитский поссовет (составлявший его посёлок Гоуджекит был образован 22 апреля 1976 года, а 12 мая 1978 года он был отнесён к категории рабочих посёлков). 25 сентября 1981 года в административном подчинении Гоуджекитскому поссовету был зарегистрирован вновь возникший населённый пункт посёлок  Солнечный. 12 июля 1991 года рабочий посёлок Гоуджекит был упразднён вместе с поссоветом. 28 февраля 2001 года был упразднён Солнечный сельсовет, исключён из учётных данных посёлок Солнечный, ставший микрорайоном города Северобайкальска.
В городе находится 31-й учебный морской отряд (в/ч 7628), который готовит для морских частей ВНГ РФ водолазов и мотористов.
В быту горожане называют свой город Се́верным, СБК.
В июле 2016 года жители Северобайкальска выступили с инициативой о выходе города и Северо-Байкальского района из состава республики с последующим вхождением в состав Иркутской области. Петиция с соответствующим обращением появилась на сайте Российской общественной инициативы. Авторы петиции считают, что нынешнее положение города и района препятствует экономическому развитию, приводит к деградации местности и оттоку населения, и отмечают, что Северобайкальск и Северо-Байкальский район имеют более тесные экономические связи с Иркутской областью, чем с остальной частью Бурятии. 

## Население
| 1979    | 1980    | 1981    | 1982    | 1983    | 1984    | 1985    | 1986    | 1987    | 1988    | 1989    | 1990    |
| ------- | ------- | ------- | ------- | ------- | ------- | ------- | ------- | ------- | ------- | ------- | ------- |
| 12 882  | ↗16 100 | ↗17 600 | ↗20 900 | ↗24 000 | ↗24 700 | ↗24 800 | ↗26 600 | ↗28 000 | ↗28 500 | ↘28 336 | ↗29 200 |
| 1991    | 1992    | 1993    | 1994    | 1995    | 1996    | 1997    | 1998    | 1999    | 2000    | 2001    | 2002    |
| ↗29 600 | ↘29 000 | ↘27 900 | ↘27 500 | ↗27 800 | ↗27 900 | ↘27 300 | ↘26 500 | ↘26 100 | ↘25 600 | ↘25 400 | ↘25 231 |
| 2003    | 2004    | 2005    | 2006    | 2007    | 2008    | 2009    | 2010    | 2011    | 2012    | 2013    | 2014    |
| ↗25 400 | ↗25 500 | ↗25 700 | →25 700 | ↘25 500 | ↘25 300 | ↗25 433 | ↘24 929 | ↘24 880 | ↘24 615 | ↘24 449 | ↘24 209 |
| 2015    | 2016    | 2017    | 2018    | 2019    | 2020    | 2021    | 2023    | 2024    | 2025    |         |         |
| ↘24 101 | ↘23 944 | ↘23 673 | ↘23 365 | ↘23 159 | ↗23 183 | ↗24 233 | ↗24 431 | ↘24 340 | ↗24 375 |         |         |

На 1 января 2025 года по численности населения город находился на 572-м месте из 1124 городов Российской Федерации.

### Национальный состав
Национальный состав по Всероссийской переписи 2010 года:
| № |           | Численность населения, чел. (2010) | % от всего | % от указав- ших нацио- наль- ность |
|   | всего     | 24 929                             | 100,00 %   |                                     |
| 1 | Русские   | 20 320                             | 81,51 %    | 84,24 %                             |
| 2 | Буряты    | 945                                | 3,79 %     | 3,91 %                              |
| 3 | Украинцы  | 891                                | 3,57 %     | 3,69 %                              |
| 3 | Остальные | 2863                               | 11,12 %    | 11,49 %                             |

## Местное самоуправление
Председатель Совета городского округа
- с 2014 по 2019 года — Усынин Олег Федорович
- с 2019 по 2023 года — Невьянцев Андрей Иннокентьевич
- с 2023 — Бутаков Евгений Геннадьевич

Глава администрации
- 1980—1991 гг. — Бодров Владимир Андреевич, первый председатель исполкома городского Совета города Северобайкальск;
- 1991—2009 гг. — Бодров Владимир Андреевич, глава МО «Город Северобайкальск»;

- 2009—2014 гг. — Рыбальченко Сергей Николаевич, глава МО «город Северобайкальск»;
- 2014—2018 гг. — Горюнов Константин Михайлович, глава МО «город Северобайкальск»;
- 2018 — по настоящее время — Котов Олег Алексеевич, глава МО «город Северобайкальск».

## Достопримечательности

### Казанский кафедральный собор
Казанский кафедральный собор (до 2016 года — Казанская церковь) — православный храм, освящен в честь Казанской иконы Божией Матери, относится к Северобайкальской епархии Бурятской митрополии Русской православной церкви.
В 1994 году в городе зарегистрирован Богородице-Казанский приход Русской Православной Церкви. В 1995 году верующим предоставлено помещение для богослужений. В 2009 году отстроена и освящена церковь в честь Казанской иконы Божией Матери. 5 мая 2015 года, с образованием Бурятской митрополии, из Улан-Удэнской епархии была выделена самостоятельная Северобайкальская епархия. Казанская церковь города Северобайкальска стала кафедральным собором новой епархии.

## Экономика
Станция Северобайкальск Восточно-Сибирской железной дороги. В городе находится управление Северобайкальским регионом этой дороги, предприятия железнодорожного транспорта.
Также — рыбозавод, заготовка и переработка леса, строительство.
Кроме того активно развивается туристическая сфера, ежегодно через город проезжают тысячи туристов как граждан РФ, так и иностранных граждан, которые активно посещают четыре вида термальных источника расположенных в непосредственной близости к Северобайкальску. На окраине города, на берегу Байкала находится отель «Байкальская Резиденция», а также гостевой дом «Ретро-Бам».

## Воздушный транспорт
В 25 км к северо-востоку от города, в посёлке Нижнеангарске, расположен региональный аэропорт. Полёты выполняются на реактивных Як-40, турбовинтовых Ан-24, L-410 и Cessna 208 Grand Caravan. Выполняются также вертолётные работы на Ми-8Т.

## Водный транспорт
На месте высадки первого строительного десанта расположен причал Северобайкальск. В летнюю навигацию ОАО «Восточно-Сибирское речное пароходство» дважды в неделю осуществляет теплоходом на подводных крыльях «Комета» рейс по маршруту Нижнеангарск — Северобайкальск — остров Ольхон — порт Байкал. Далее теплоходом «Восход» пассажиров доставляют в Иркутск. Стоимость билета от Северобайкальска до Ольхона составляет 3400 руб., до порта Байкал — 4000 руб., до Иркутска — 4200 руб. (цены 2013 года). За 12 часов Байкал пересекается с севера на юг вдоль западного берега, что позволяет увидеть всё разнообразие его прибрежных ландшафтов.

## СМИ
Радио
- 66,29 МГц — Радио России / ГТРК Бурятия (Молчит);
- 100.9 МГц — Радио Шансон;
- 101.5 МГц — Русское Радио;
- 102,0 МГц — Хит FM;
- 102,5 МГц — Юмор FM;
- 102,9 МГц — Дорожное радио;
- 103,3 МГц — Волны Байкала;
- 103,7 МГц — Радио России / ГТРК Бурятия;
- 104,1 МГц — Баргузин FM (ПЛАН).

Телевидение
- Телеканал «Вектор плюс»
- Телеканал «Ариг Ус»

Печатные издания
- Газета «Северный Байкал»

## Галерея
- Железнодорожная поликлиника
- Причал
- Сейсмоустойчивые пятиэтажки
- Центральная площадь
- Администрация города